# Finsterworld
'Finsterworld' una película dramática alemana de 2013 dirigido por Frauke Finsterwalder y coescrito por Finsterwalder y Christian Kracht , protagonizado por Margit Carstensen , Sandra Hüller , Christoph Bach , Carla Juri y Jakub Gierszał.

## Sinopsis
La historia se desarrolla en una Alemania surrealista. Un grupo de 12 personas unidas por lazos familiares o meras coincidencias, en un país donde el sol siempre brilla y la gente es atractiva y feliz –hasta que revelan sus lados oscuros y descubrimos que del cielo al infierno solo hay un paso.

## Reparto
- Ronald Zehrfeld: Tom
- Sandra Hüller: Franziska Feldenhoven
- Michael Maertens: Claude Petersdorf
- Margit Carstensen: Frau Sandberg
- Corinna Harfouch: Inga Sandberg
- Bernhard Schütz: Georg Sandberg
- Johannes Krisch: Einsiedler
- Christoph Bach: Lehrer Nickel
- Carla Juri: Natalie
- Leonard Scheicher: Dominik
- Max Pellny: Jonas
- Jakub Gierszał: Maximilian Sandberg
- Markus Hering: Herr Malchow
- Michael Kranz: Pfleger
- Dieter Meier: Pelzhändler

## Lanzamiento
La película se rodó en varios lugares de Baviera y Tanzania .
Su estreno mundial fue en el Festival de Cine de Montreal de 2013 .
Se estrenó en los cines alemanes en octubre de 2013, en Austria en enero de 2014 y en Suiza en marzo de 2014. 

## Premios y nominaciones
- La película recibió seis nominaciones en los Deutscher Filmpreis. La actriz Sandra Huller obtuvo la victoria como Mejor Actriz de Reparto debido a su interpretación.